# غرايسفيل (تينيسي)
غرايسفيل (بالإنجليزية: Graysville, Tennessee)‏ هي بلدة تقع بولاية تينيسي في الولايات المتحدة. تبلغ مساحتها 2.1 (كم²)، وترتفع عن سطح البحر 227 م، بلغ عدد سكانها 1502 نسمة في عام 2010 حسب إحصاء مكتب تعداد الولايات المتحدة وتصل الكثافة السكانية فيها 715.2 نسمة/كم2.

## التركيبة السكانية
حدّد مكتب تعداد الولايات المتحدة بيانات التركيبة السكانية لغرايسفيل في تعداد الولايات المتحدة. في ما يلي، التركيبة السكانية حسب تعدادي 2000 و2010.

### تعداد عام 2000
بلغ عدد سكان غرايسفيل 1,411 نسمة بحسب تعداد عام 2000، وبلغ عدد الأسر 551 أسرة وعدد العائلات 400 عائلة مقيمة في البلدة. في حين سجلت الكثافة السكانية 462.6 نسمة لكل كيلومتر مربع (1,198.1/ميل2). وبلغ عدد الوحدات السكنية 610 وحدة بمتوسط كثافة قدره 200 لكل كيلومتر مربع (518.0/ميل2).
وتوزع التركيب العرقي للبلدة بنسبة 97.24% من البيض و0.64% من الأمريكيين الأفارقة و0.21% من الأمريكيين الأصليين و0.07% من سكان جزر المحيط الهادئ و0.57% من الأعراق الأخرى و1.28% من عرقين مختلطين أو أكثر و1.49% من الهسبانيون أو اللاتينيون من أي عرق.
بلغ عدد الأسر 551 أسرة كانت نسبة 41.4% منها لديها أطفال تحت سن الثامنة عشر تعيش معهم، وبلغت نسبة الأزواج القاطنين مع بعضهم البعض 50.1% من أصل المجموع الكلي للأسر، ونسبة 17.8% من الأسر كان لديها معيلات من الإناث دون وجود شريك،  بينما كانت نسبة 4.7% من الأسر لديها معيلون من الذكور دون وجود شريكة وكانت نسبة 27.4% من غير العائلات. تألفت نسبة 23.4% من أصل جميع الأسر من عدة أفراد يعيشون في نفس المنزل ونسبة 9.6% كانت تتألف من شخص يعيش بمفرده يبلغ من العمر 65 عاماً أو أكثر. وبلغ متوسط حجم الأسرة المعيشية 2.56، أما متوسط حجم العائلات فبلغ 3.01.
بلغ العمر الوسطي للسكان 34.0 عاماً. وكانت نسبة 27.1% من القاطنين تحت سن الثامنة عشر، وكانت نسبة 9.6% بين الثامنة عشر والرابعة والعشرين عاماً، ونسبة 31.3% كانت واقعةً في الفئة العمرية ما بين الخامسة والعشرين والرابعة والأربعين عاماً، ونسبة 22% كانت ما بين الخامسة والأربعين والرابعة والستين، ونسبة 10.1% كانت ضمن فئة الخامسة والستين عاماً فما فوق. يوجد لكل 100 أنثى 85.7 ذكر، ويوجد لكل 100 أنثى في الثامنة عشر من عمرها فما فوق 81.2 ذكر.
بلغ متوسط دخل الأسرة في البلدة 28,370 دولارًا، أما متوسط دخل العائلة فبلغ 32,163 دولارًا. وكان متوسط دخل الذكور 28,810 دولارًا مقابل 20,885 دولارًا للإناث. وسجل دخل الفرد الخاص بالبلدة 12,244 دولارًا. وكانت نسبة 13.5% من العائلات ونسبة 17.1% من السكان تحت خط الفقر، وكان من هؤلاء نسبة 22.8% تحت سن الثامنة عشر ونسبة 16% في الخامسة والستين من العمر وما فوق.

### تعداد عام 2010
بلغ عدد سكان غرايسفيل 1,502 نسمة بحسب تعداد عام 2010، وبلغ عدد الأسر 570 أسرة وعدد العائلات 398 عائلة مقيمة في البلدة. في حين سجلت الكثافة السكانية 492.5 نسمة لكل كيلومتر مربع (1,275.6/ميل2). وبلغ عدد الوحدات السكنية 662 وحدة بمتوسط كثافة قدره 217 لكل كيلومتر مربع (562.0/ميل2).
وتوزع التركيب العرقي للبلدة بنسبة 95.01% من البيض و1.07% من الأمريكيين الأفارقة و0.93% من الأمريكيين الأصليين و0.33% من الأمريكيين ذوي الأصول الآسيوية و1.20% من الأعراق الأخرى و1.46% من عرقين مختلطين أو أكثر و1.93% من الهسبانيون أو اللاتينيون من أي عرق.
بلغ عدد الأسر 570 أسرة كانت نسبة 36.8% منها لديها أطفال تحت سن الثامنة عشر تعيش معهم، وبلغت نسبة الأزواج القاطنين مع بعضهم البعض 41.9% من أصل المجموع الكلي للأسر، ونسبة 21.4% من الأسر كان لديها معيلات من الإناث دون وجود شريك،  بينما كانت نسبة 6.5% من الأسر لديها معيلون من الذكور دون وجود شريكة وكانت نسبة 30.2% من غير العائلات. تألفت نسبة 24.6% من أصل جميع الأسر من عدة أفراد يعيشون في نفس المنزل ونسبة 10% كانت تتألف من شخص يعيش بمفرده يبلغ من العمر 65 عاماً أو أكثر. وبلغ متوسط حجم الأسرة المعيشية 2.64، أما متوسط حجم العائلات فبلغ 3.11.
بلغ العمر الوسطي للسكان 34.8 عاماً. وكانت نسبة 28.7% من القاطنين تحت سن الثامنة عشر، وكانت نسبة 7% بين الثامنة عشر والرابعة والعشرين عاماً، ونسبة 27.8% كانت واقعةً في الفئة العمرية ما بين الخامسة والعشرين والرابعة والأربعين عاماً، ونسبة 25.1% كانت ما بين الخامسة والأربعين والرابعة والستين، ونسبة 11.5% كانت ضمن فئة الخامسة والستين عاماً فما فوق. وتوزع التركيب الجنسي للسكان بنسبة 48.1% ذكور و51.9% إناث.

## أعلام
- كيرلي فوكس

## وصلات خارجية
- The US50 - Cities and Towns in Tennessee State
- Tennessee Cities and Towns, Facts, Map, Flag, Colleges, Government, and More